# 惠登相
惠登相（？—1645年），字良弼，延安府清澗縣人，明朝、南明軍事人物。

## 生平
惠登相最初跟隨張獻忠起兵，因為驍勇善戰號稱「過天星」。崇禎四年（1631年），他在榆林向張福臻乞撫，但散歸後依然屯駐搶掠；次年（1632年）攻打沁州武鄉，攻克遼州，被曹文詔打敗，逃入高澤自河南入陝西。之後他在崇禎七年（1634年）起幾次攻城，曾聯合李自成奪得真寧，橫掠三原，失敗他後逃走，向政府就撫；很快再次叛亂，擒拿總兵俞翀霄，擊破延川、綏德、米脂，進入汧隴的山中。
崇禎十年（1637年），惠登相從漢中前往廣元，殺死總兵侯良柱，進攻成都；次年（1638年）隨著張獻忠受撫，成為均州五營之一。張獻忠再次叛亂，他跟從其進入鄖竹的山中到崇禎十三年（1640年）因在鄭山寨戰敗，逃往雲陽，馬士秀接連攻擊他，終於帶著七千人在七里坪接受常國安降招之；明朝朝廷授予他副總兵官職，得左良玉重用。兩年後（1642年）李自成攻陷襄陽，打算再次招攬他，他沒有響應；並在崇禎十六年（1643年）受高斗樞命收復穀城，但奪回襄陽失敗。很快他和盧光祖、劉洪起率領四萬兵馬守衛九江，明年（1644年）正月取回德安；弘光帝繼位安宗，晉任都督僉事總兵。
弘光元年（1645年）正月，左良玉惠登相命與田光恩收復襄樊，次月在石牌擊敗流寇，移駐武昌；三月時跟隨左良玉東下南京，左良玉病危，他殺牲和各將領起誓：「將軍死後，若不奉副元帥左夢庚的命令，用此劍殺死。」很快左夢庚前鋒在池州戰敗，寫信謾罵他：「留下池州等待後軍。」他讀完信件後大罵：「若我這樣做，何不一直當流寇！」他知道左夢庚不守臣節，趕快退兵；左夢庚乘輕舟追趕，他哭著辭別渡過長江離去，很快去世，而左夢庚最終投降清朝。

## 引用
1. 1 2  錢海岳《南明史·卷三十九·列傳第十五》：惠登相，字良弼，清澗人。從張獻忠起兵，驍悍善戰，號過天星。崇禎四年，就張福臻榆林乞撫，散歸屯掠如故。五年，攻沁州武鄉，破遼州，為曹文詔所敗，奔高澤，自河南入陝。七年，趨商州、澠池、靈寶，破盧氏。八年，合李自成破真寧，掠三原，敗於高陵，走閿鄉，再乞撫。九年，入真寧、合水山中，就撫於巡撫甘學闊，安置延安，未幾又畔。掠同州、宜君、中部、宜川、雒川、鄜州。又再乞撫，再畔，執總兵俞翀霄，破延川、綏德、米脂，入汧隴山中。
2. ↑  錢海岳《南明史·卷三十九·列傳第十五》：十年，自漢中回階成，向廣元，殺總兵侯良柱，破昭化、劍州、梓潼，攻成都。十一年，隨獻忠受撫，為均州五營之一。獻忠畔，從入鄖竹山中。十三年，獻忠大敗於瑪瑙山，登相亦敗於鄭山寨，走雲陽。馬士秀擊登相急，常國安招之，乃以七千人降於七里坪，授副總兵，遂始終為左良玉用。十五年，自成破襄陽，累招登相不應，走興安。十六年，復隨州棗陽，高斗樞命復穀城，攻襄陽不克，尋與盧光祖、劉洪起步騎四萬守九江。十七年正月，復德安。安宗立，晉都督僉事總兵。
3. ↑  錢海岳《南明史·卷三十九·列傳第十五》：弘光元年正月，命與田光恩收襄樊。二月，破寇石牌，移屯武昌。三月，從良玉東下，良玉病革，登相刑牲盟諸將曰：「公百年後，有不奉副元帥令者，齒此劍。」副元帥者，良玉子夢庚也。首殿而東，兵用黑旗，一軍獨戢。夢庚犯闕，前鋒敗於池州，以書謾曰：「特留池州，以待後軍。」登相見書大罵曰：「我若為此，何不終作流寇。」知夢庚不臣，亟以軍退。夢庚輕舟自追之，登相哭拜辭，絕江而去。未幾，卒。夢庚竟降於清。